# Gruczowa Skała

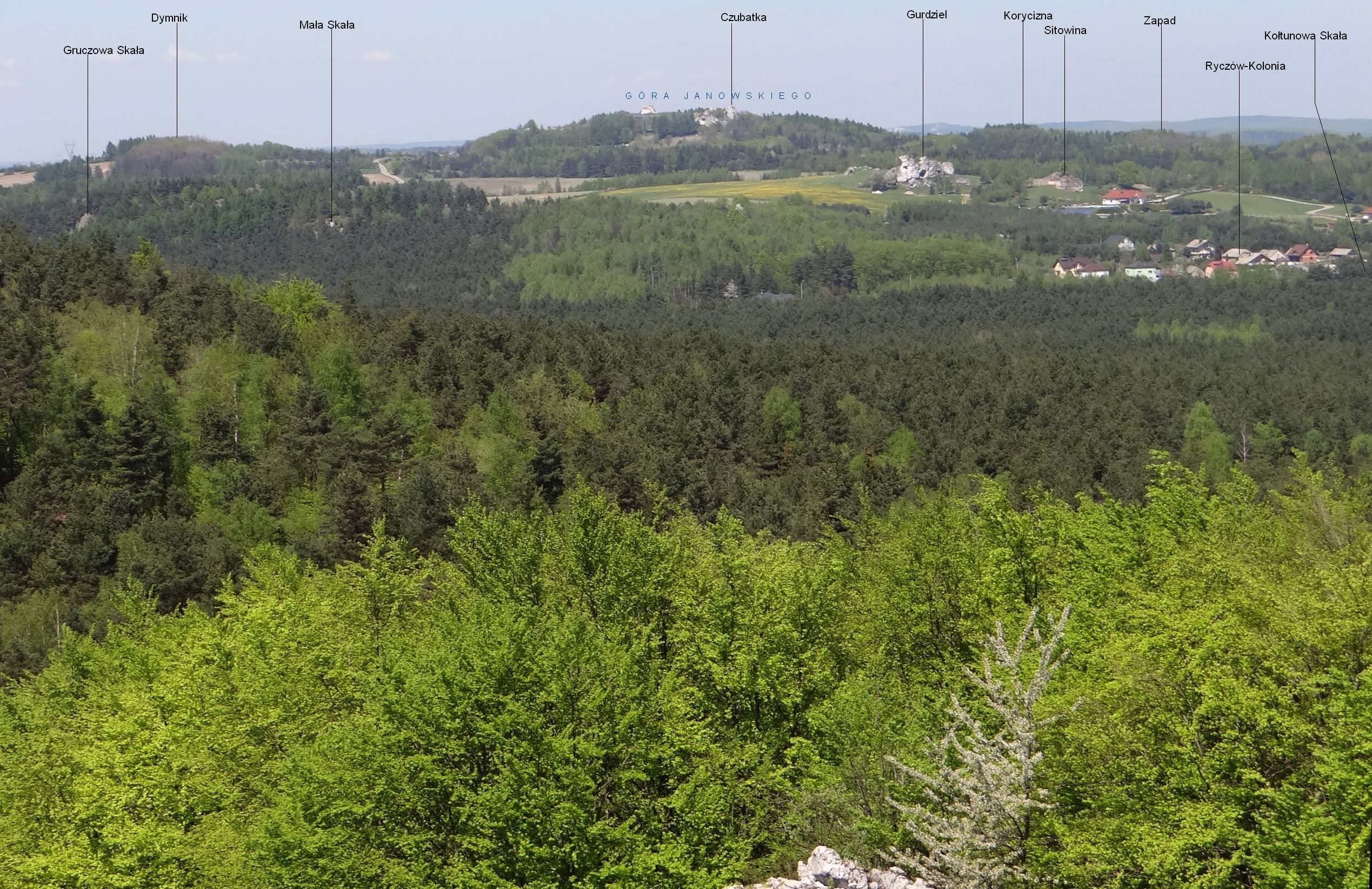
Widok z Wielkiego Grochowca

Gruczowa Skała – skała we wsi  Podzamcze w województwie śląskim, w powiecie zawierciańskim, w gminie Ogrodzieniec. Znajduje się na Wyżynie Ryczowskiej, będącej częścią Wyżyny Częstochowskiej wchodzącej w skład Wyżyny Krakowsko-Częstochowskiej. Skały na tej wyżynie zbudowane są z późnojurajskich wapieni. 
Gruczowa Skała znajduje się na wysokości 448 m n.p.m. w lesie na południowym krańcu wsi Podzamcze. 